# Dominick Argento
Dominick Argento (York, 27 ottobre 1927 – Minneapolis, 20 febbraio 2019) è stato un compositore statunitense, principalmente conosciuto per le sue composizioni di musica lirica e corale dai testi sofisticati e complessi.

## Biografia
Nato da una famiglia di immigrati siciliani, si dedicò alla musica studiando e perfezionandosi con Nicolas Nabokov, Hugo Weisgall e Luigi Dallapiccola e dividendosi fra gli Stati Uniti e l'Italia. Si dimostrò sempre particolarmente affezionato alla città di Firenze, dove compone la maggior parte delle sue opere.
Fra le sue opere più popolari si ricordano Postcard from Morocco (1976), opera lirica in un atto ambientata in una stazione ferroviaria in Marocco, Miss Havisham's Fire, The Masque of Angels, il ciclo Six Elizabethan Songs e From the Diary of Virginia Woolf, che nel 1975 gli fece vincere il premio Pulitzer per la musica.